# Donaustraße 38 (Oberndorf)

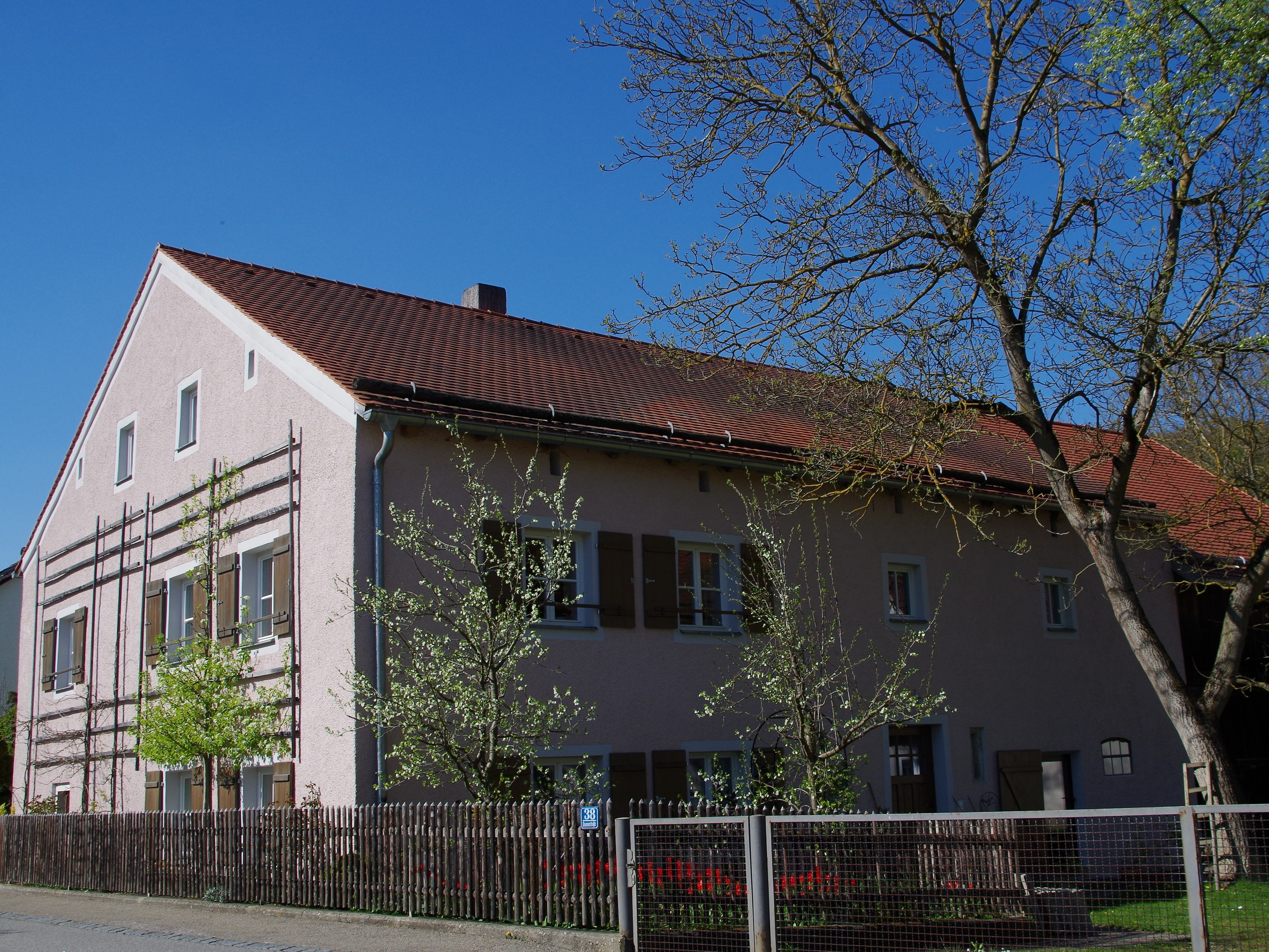
Haus Donaustraße 38 in Oberndorf

Das Gebäude Donaustraße 38 in Oberndorf, einem Gemeindeteil von Bad Abbach im niederbayerischen Landkreis Kelheim, wurde um 1800 errichtet. Das ehemalige Wohnstallhaus ist ein geschütztes Baudenkmal.

## Beschreibung
Der zweigeschossige Satteldachbau mit Bruchsteinmauerwerk ist in Jurabauweise errichtet. Er besitzt einen älteren Gewölbekeller und anschließenden Stadel.
Maria und Peter Schreyer erhielten im Jahr 2010 die Denkmalschutzmedaille des Freistaates Bayern für die vorbildliche Renovierung des Baudenkmals.
Maria und Peter Schreyer, Christa Berghammer sowie Franziska und Alois Schröppel bekamen im Jahr 2010 gemeinsam den Denkmalpreis des Bezirks Niederbayern für die vorbildliche Instandsetzung der drei denkmalgeschützten Jurahäuser Donaustraße 38, Donaustraße 52 und Donaustraße 56 in Oberndorf.